# هاني (اسم)
هاني هو اسم علم مذكر من أصل عربي، ومعناه هو الذي يعيش بفرح وسعادة وطمأنينة؛ اسم مخفف من هانئ.

## شخصيات تحمل الاسم
- هاني (مغنية كورية جنوبية، 1 مايو 1992 – )
- هاني أبو أسعد (11 أكتوبر 1961[3] – )
- هاني أوسوت (14 فبراير 1946 – 31 ديسمبر 2002)
- هاني الملقي (سياسي أردني، 15 أكتوبر 1951 – )
- هاني إيراني (17 يناير 1950 – )
- هاني حنجور (طيار سعودي، 13 أغسطس 1972 – 11 سبتمبر 2001)
- هاني رمزي (لاعب كرة قدم مصري، 10 مارس 1969[4] – )
- هاني فينزيل (متزحلقة جبال الألب ليختنشتاينية، 14 ديسمبر 1956 – )
- هاني لبيب محمود (لاعب كرة قدم مصري، 25 أغسطس 1907 – القرن 20)
- هاني مختار (لاعب كرة قدم ألماني، 21 مارس 1995[5] – )

## شخصيات خيالية تحمل الاسم
- هانيبال ليكتر (شخصية خيالية من ابتكار توماس هاريس، 20 يناير 1933 – )

## وصلات خارجية
- موسوعة السلطان قابوس لأسماء العرب